# Wiesenhof (Altmärkische Wische)
Wiesenhof ist ein Wohnplatz im Ortsteil Wendemark der Gemeinde Altmärkische Wische im Landkreis Stendal in Sachsen-Anhalt.

## Geografie
Der Wiesenhof, ein Hof in der Wische, liegt etwa 2 Kilometer südwestlich von Wendemark und 5½ Kilometer westlich der Stadt Werben (Elbe) am Flüsschen Tauber Aland.
Nachbarorte sind Lichterfelde im Westen und Engelshof im Osten.

## Geschichte
Der Wohnplatz ist auf älteren Karten nicht beschriftet. Im Jahre 2006 wird er als sonstige Ansiedlung im nicht öffentlichen Ortsteilverzeichnis aufgeführt und im Jahre 2008 im gedruckten Verzeichnis. Die erste Nennung konnte noch nicht ermittelt werden.
Der Hof wurde 1945 als Ackergut Nr. 5 mit 100,5 Hektar landwirtschaftlicher Nutzfläche enteignet.